# ツルモク独身寮
『ツルモク独身寮』（ツルモクどくしんりょう）は、窪之内英策の漫画。『ビッグコミックスピリッツ』（小学館）で1988年（昭和63年）16号から1991年（平成3年）21・22合併号まで連載された。

## 概要
「ツルモク家具」の新入社員である宮川正太と、正太が住む独身寮の住人たちとの人間模様を描いたラブコメである。
なお、この「ツルモク家具」のモデルとなった会社は、かつて作者が勤務していた「カリモク家具」である。また、寮の建屋は東京急行電鉄田園都市線・市が尾駅近辺に存在していた、作者の知人が勤務していた会社の独身寮がモデルになっている。
1991年に映画化されている。2003年には台湾にて、『單身宿舍連環泡』という題名でドラマ化されている。

## 主な登場人物
宮川 正太（みやがわ しょうた）
主人公。連載開始当時18歳。高知の工業高校を卒業し、恋人のともみを残して東京郊外にある木工家具製作会社「ツルモク家具」に入社する。「ツルモク家具」の独身寮では杉本京介、田畑重男と同室になる。実家は家具屋で、将来はインテリアデザイナーになりたいと考えている。性格的には純粋でとても優しい好青年だが、その優しさが仇となりともみとみゆきとの間で揺れ動く自分の気持ちにケジメを付けられずにいる。酒が入ると性格が豹変する。インテリアデザイナーの勉強のためフランスへ旅立つ。帰国後、姫野と結婚。
姫野 みゆき（ひめの みゆき）
男子寮の隣にある女子寮に住んでいる正太の先輩。名古屋出身。連載開始当時20歳。総務課所属。田畑が屋上で女子寮でのぞき見していたときに目が合う。以後、正太にとって常に気になる存在になっていく。父親とは絶縁状態であったが、のちに和解。宮川と結婚。
杉本 京介（すぎもと きょうすけ）
宮川と独身寮で同室の先輩。連載開始当時21歳。ツルモク家具では1番のイケメンで常に女性と遊んでいるが、ある時ナンパした白鳥沢レイ子につきまとわれることになる。白鳥沢が金を出す条件で白鳥沢と組み、ビル内に緑を感じられる空間デザイナーとして雑誌にも取り上げられるが、杉本がその後女性をエスコートし、喧嘩となるが後に和解。紆余曲折を経て、白鳥沢と両想いになり結婚。ツルモクも退社して喫茶店のマスターとなる。白鳥沢には面と向かってブスといっている一方で、女性らしい部分も沢山もっていると評価している。
田畑 重男（たばたけ しげお）
正太と独身寮で同室の先輩で部屋長。口は悪いが人情深い。連載開始当時27歳。彼女イナイ歴27年。班長試験に何度も落ち続けるが後に班長になる。趣味は女子寮の「のぞき」で、後にその行為を野沢あけみに抗議される。風俗通いもちょっとした趣味である。野沢と同棲半年後に野沢にプロポーズする。
桜井 ともみ（さくらい ともみ）
正太が田舎に残してきた彼女。連載開始当時17歳。正太が就職して1年後ともみも上京。しばらくの間、正太とみゆきを含めて三角関係になる。結局、正太とは破局。
白鳥沢 レイ子（しらとりざわ れいこ）
白鳥沢財閥の令嬢で、スタイル抜群であるが顔は超がつくブサイク（正太の父曰く「ペルーの置物」）。家族そして使用人さえも全員が同じ顔である。「ワンレングスだとぱっと見て美人かブスかわからない」というネタで登場。はじめはチョイ役であったが作品後半ではレギュラー扱いになっている。得意セリフは「そんなあなたにフォーリンラブ」。さまざまな着ぐるみを着て杉本を連れ去っていくシーンはこの作品の定番になっていく。最終的には杉本と結婚。最終回で授かった子供は可愛い顔で、知人は口々に「京介の遺伝子の勝利」と発した。
野沢 あけみ（のざわ あけみ）
ツルモク家具の社員で女子寮に住んでいる。メガネ、そばかす、刈り上げのおかっぱが特徴。同じ班の西川班長に刈り上げなどを馬鹿にされ1週間実家に帰り会社を休むなど、傷つきやすい一面もある。田畑とはいつもケンカばかりしているが、最終巻で田畑に結婚を申し込まれ、承諾。田畑と喧嘩する時はいつもビンで殴る事がお約束となっている。周囲からは喧嘩するほど仲がいいと思われている。
三反田 春彦（さんたんだ はるひこ）
独身寮の寮長。一見好々爺然とした穏やかな老人だが、ジーザス・ジョーンズのモノマネが得意。新人歓迎会ではマイケル・ジャクソンや仮面ノリダーのモノマネを披露するなど、流行の先端をチェックすることも忘れない。
鶴谷 ヒサ子（つるや ひさこ）
新工場長として赴任してきた東京大学首席卒業の女性。初登場時29歳。ツルモク家具社長の姪。スタイル抜群のため、杉本や田畑が何とかモノにしようと奮闘するが、実は子持ちの既婚者。愛煙家でもある。
山本 吾助（やまもと ごすけ）
『ボンジョルノ山本』の通名で知られ、世界的評価を受ける家具デザイナー。ツルモク家具と専属契約を結ぶが、普段はフランスを拠点として活躍。
平田 はじめ（ひらた はじめ）
青森から来たツルモクの新入社員。実家はりんご農園。生真面目で弱気な性格。故郷に彼女を残して単身上京し、正太たちの住む部屋の4人目の仲間となる。父親の様態が悪くなった事がきっかけで退社、青森に帰省する。
矢崎 コージ（やざき こーじ）
高知から来たツルモクの新入社員。正太の出身高校の一つ後輩だが、勤務態度は悪く、初任給で車を購入するなど遊び人。業務中のミスで平田を怪我させたことがきっかけで正太と殴り合いのケンカをするがその後和解して意気投合する。外見も性格も正反対である同期・平田と親友になる。その平田が帰省する時には涙するなど、仲間と認めた人間には情に篤い一面もある。みゆきにモーションを掛けるが断られる。
三反田 守（さんたんだ まもる）
三反田春彦寮長の孫で小学3年生。家出をして独身寮にやって来た。同級生の女の子に恋をしている。
青井 ツクモ（あおい つくも）
ツルモクの新入社員。野沢に本気で惚れるが、野沢が田畑への恋心を優先し、最後はフラれてしまう。
西川班長(にしかわ)
田畑の同期で班長というだけで威張っているため周囲からはあまりよく思われてはいない
みちる
正太の同期で気が弱いためいじめられやすいが、新入社員の旅行の際余興で先輩たちを笑わせる事に成功したため、以後いじめられることはなくなった。UFOが趣味。

## 単行本
- ビッグスピリッツコミックス 全11巻
- ビッグコミックスワイド 全5巻
- 小学館文庫 全7巻

タイトルは「ようこそ!」（第1巻）、「ただいま。」（完結巻）など感動詞になっている。

## 映画
1991年7月27日公開。

### スタッフ
- 監督：今関あきよし
- 原作：窪之内英策
- 脚本：大石静、今関あきよし、大嶋拓
- 撮影：鈴木耕一
- 美術：沖村国男
- 編集：今野治人
- 音楽：千住明
- 助監督：石田和彦
- 製作担当：宮川健治
- 音響効果：柴崎憲治
- MA：東京テレビセンター
- 現像：東京現像所
- ロケ協力：大洲市、瀬戸町、帝京第五高等学校、伊予鉄南予バス　ほか
- 協賛：カリモクグループ
- 製作協力：ニュー・センチュリー・プロデューサーズ
- 製作者：長谷川誠、渋谷敏且、岡田裕
- プロデューサー：碓井義徳
- 企画：小澤俊晴、成田尚哉
- 製作：日本ビクター
- 配給：アスミック

### キャスト
- 宮川 正太：前田耕陽
- 姫野 みゆき：七瀬なつみ
- 桜井 ともみ：田山真美子
- 田畑 重男：平田満
- 杉本 京介：竹内力
- 白鳥沢 レイ子：渡辺信子
- 三反田 春彦：蛭子能収
- ただのあっ子、螢雪次朗、谷村小百合、しのざき美知、大森嘉之、山口由子　ほか